# Skør kransnål
Skør kransnål (Chara globularis) er en mindre kransnål-alge, der forekommer i ferskvand.

## Beskrivelse
Skør kransnål er en typisk kransalge med oprette, let grenede langskud og kransstillede, leddelte kortskud. Den kendes på karakteristiske "torne", der sidder på både kort- og langskud. På kortskudene kan tornene ligne små "blade". I ferskvand med højt kalkindhold optages kalk i planten, der derved bliver stiv og skør.
Planten fastholdes til underlaget af primitive rodlignende tråde.
Størrelse: 5-25 cm.

## Hjemsted
På bunden af renvandede søer og damme over det meste af landet.
| Portal | Portal:Botanik |